# Hydroptila sylvestris
Hydroptila sylvestris is een schietmot uit de familie Hydroptilidae. De soort komt voor in het Palearctisch gebied.